# Killerapplikation
Unter dem Begriff Killerapplikation (englisch: killer application) versteht man eine konkrete Anwendungssoftware (Applikation), die einer schon existierenden Technik zum Durchbruch verhilft, die zuvor auf wenig Interesse gestoßen ist, weil man keine Verwendung für sie gesehen hat. In diesem Sinne wird der Begriff (Modewort) seit etwa 1993 verwendet. Im weiteren Sinne wird der Begriff auch als Schlagwort oder Metapher verwendet. Er kann dann Produkte, aber auch abstrakte Konzepte beschreiben, die zu einem Durchbruch führten.
Die Namensgebung leitet sich daher ab, dass ähnliche und oft ältere Konkurrenz-Technologien schnell verdrängt, also getötet (englisch: to kill) werden.

## In der Informationsverarbeitung
In der Informatik ist es dasjenige Anwendungsprogramm, das beim breiten Publikum genügend Interesse weckt, um eine zugrundeliegende Technik zu kaufen. Ohne diese Technik kann man das Anwendungsprogramm nicht nutzen. Deshalb spricht man auch von „software sells hardware“.
Das Wesen einer Killerapplikation wie etwa der E-Mail lässt sich durch Eigenschaften wie ihr Synergiepotenzial beschreiben. Erst eine kritische Anzahl von Benutzern macht diese Technologie nützlich.

### Beispiele
- Homebanking für die Verbreitung von Onlinediensten.[4]
- Die Killerapplikation des PCs war die Tabellenkalkulation.[5]
- Die Killerapplikation des Arpanet war E-Mail.
- Die Killerapplikation des Internets war das World Wide Web.
- Die Killerapplikation des Amiga war Deluxe Paint.[6]
- Die Killerapplikation des Macintosh war Desktop-Publishing.
- Die Killerapplikation des Game Boys war Tetris.
- Die Killerapplikation der Xbox war Halo.

Darüber hinaus kann man auch bei Technologien wie dem elektrischen Licht von einer Killerapplikation für den elektrischen Strom oder vom Automobil für den Verbrennungsmotor sprechen. Wikipedia könnte als Beispiel einer Killerapplikation für Wikis gelten.

## Außerhalb der Informationsverarbeitung
Der Begriff Killerapplikation wird außerhalb der EDV uneinheitlich verwendet. Er steht hier als Metapher für wichtige Ideen oder Konzepte.
Der britische Historiker Niall Ferguson sieht die Vorherrschaft der westlichen Welt in der Anwendung von sechs Killerapplikationen (killer apps) begründet. Bei diesen handelt es sich weniger um technologische Entwicklungen als um rechtliche und kulturelle Rahmenbedingungen, die im Westen zu entscheidenden Zeitpunkten wirksam wurden. Die sechs Killerapplikationen sind laut Ferguson Wettbewerb, Wissenschaft, Demokratie, Medizin, Konsum und Protestantische Arbeitsethik. An anderer Stelle spricht der Historiker davon, dass Demokratie eben nicht als Killerapplikation gelte, sondern vielmehr die Konzepte von Rechtsstaat und Eigentumsrechten.